# Władimir Riebikow
Władimir Iwanowicz Riebikow (ros. Влади́мир Ива́нович Ре́биков; ur. 19 maja?/31 maja 1866 w Krasnojarsku, zm. 4 sierpnia 1920 w Jałcie) – rosyjski kompozytor.

## Życiorys
Studiował filologię na Uniwersytecie Moskiewskim, uczył się też w Konserwatorium Moskiewskim u Nikołaja Klenowskiego. W latach 1891–1893 uczył się prywatnie w Berlinie u Karla Meyerbergera (teoria) i Theodora Müllera (fortepian). Od 1893 do 1896 roku przebywał w Odessie, następnie w latach 1896–1897 ponownie w Niemczech oraz Austrii. W 1898 roku wyjechał do Kiszyniowa, gdzie zorganizował oddział Rosyjskiego Stowarzyszenia Muzycznego i liceum muzyczne. Między 1906 a 1909 rokiem koncertował w Berlinie, Dreźnie, Lipsku, Pradze, Salzburgu, Neapolu, Sorrento, Wenecji, Rzymie, Palermo, Paryżu i Wiedniu. W 1910 roku osiadł w Jałcie.

## Twórczość
Początkowo pozostawał pod wpływem muzyki Czajkowskiego, w okresie dojrzałej twórczości zaczął jednak wykorzystywać możliwości całotonowej skali, zbliżając się do stylistyki Claude’a Debussy’ego. Uprawiał głównie twórczość fortepianową i sceniczną. Uważał, że muzyka powinna być środkiem wyrazu emocji i uczuć, sam swoje dzieła określał mianem „muzyczno-psychologicznych”. W swoich utworach wykorzystywał teksty rosyjskich poetów symbolistów (Konstantin Balmont, Walerij Briusow), inspirował się malarstwem Arnolda Böcklina oraz filozofią Schopenhauera i Nietzschego.

## Ważniejsze kompozycje
(na podstawie materiałów źródłowych)

### Opery i dramaty muzyczne
- W grozu, libretto Stiepan Płaksin na podstawie powieści Władimira Korolenki Les szumit (1893)
- Kniażna Meri, libretto według powieści Michaiła Lermontowa Bohater naszych czasów (niedokończone)
- Jołka, libretto Stiepan Płaksin na podstawie bajki H.Ch. Andersena Dziewczynka z zapałkami i opowiadania F. Dostojewskiego Chłopczyk na gwiazdce u Pana Jezusa (1900)
- Tea, libretto według poematu Anatolija Worotnikowa (1904)
- Biezdna, libretto kompozytora według opowiadania Leonida Andriejewa (1907)
- Żenszczina s kinżałom, libretto kompozytora według noweli Arthura Schnitzlera (1910)
- Alfa i Omiega, libretto kompozytora (1911)
- Narcyss, libretto kompozytora według Metamorfoz Owidiusza (1912)
- Arachne, libretto kompozytora według Metamorfoz Owidiusza (1915)
- Dworianskoje gniezdo, libretto kompozytora według powieści Iwana Turgieniewa (1916)
- feeria dziecięca Princ Krasawczik i princessa Czudnaja Prielest’ (ok. 1900)
- balet Biełosnieżka, libretto według bajki H.Ch. Andersena Królowa Śniegu

### Utwory fortepianowe
- Osiennije griozy (1897)
- Miełomimiki (1900)
- Muzykalnyje stichotworienija
- Sny (1900)
- Rabstwo i swoboda (1902)
- Striemlenije i dostiżenije (1903)
- Piesni sierdca (1905)
- Na ich rodinie
- Sriedi nich
- Biełyje piesni (1913)
- Idillii (1913)

### Utwory na głos i fortepian
- Wokalnyje sceny, słowa Walerij Briusow, Konfucjusz i Aleksiej Apuchtin (1900–1902)